# Monéteau
Monéteau é uma comuna francesa na região administrativa de Borgonha-Franco-Condado, no departamento de Yonne. Estende-se por uma área de 18,19 km². Em 2010 a comuna tinha 4 206 habitantes (densidade: 231,2 hab./km²).